# 瓦赫尼夫齊 (新烏希齊亞區)
48°38′52″N 27°6′32″E / 48.64778°N 27.10889°E
瓦赫尼夫齊（烏克蘭語：Вахнівці），是烏克蘭西部的村莊，隸屬赫梅利尼茨基州的卡緬涅茨-波多利斯基區。該村始建於1493年，面積1.9平方公里，海拔高度262米，2001年人口490，人口密度每平方公里258.4人。